# Вецлайценская волость
Вецлайценская волость (латыш. Veclaicenes pagasts) — одна из шестнадцати территориальных единиц Алуксненского края Латвии. Находится на севере края. Граничит с Зиемерской и Яунлайценской волостями своего края, Апской волостью Смилтенского края, а также с эстонской волостью Хааньямаа (раньше с тремя эстонскими волостями уезда Вырумаа — Варсту, Рыуге и Хаанья.
Крупнейшими населёнными пунктами волости являются сёла: Корнети (волостной центр), Бардаскрогс, Друскас, Какиши, Ромешкалнс, Руллес, Везес.
Через Вецлайценскую волость проходит одна из главных латвийских автодорог A2 (Рига — Сигулда — граница Эстонии), являющаяся частью европейского маршрута E 77.
По территории волости протекают реки: Личупе, Перльупите. Крупные озёра: Дзервес, Иевас, Илгайс, Корули, Палпиерис, Пилскална, Райпала, Вецлайценес.

## История
Часть Вецлайценской волости Валкского уезда при демаркации в 1920 году латвийско-эстонской границы оказалась на территории соседнего государства. В 1935 году площадь Вецлайценской волости составляла 79,7 км², при населении 1597 жителей.
В 1945 году в Вецлайценской волости были созданы Друский и Вецлайценский сельские советы (в 1946—1949 годах в составе Алуксненского уезда). После отмены в 1949 году волостного деления Вецлайценский сельсовет входил поочерёдно в состав Апского (1949—1956), Алуксненского (1956—1962, 1967—2009) и Гулбенского (1962—1967) районов.
В 1954 году к Вецлайценскому сельсовету был присоединён ликвидированный Друский сельсовет.
В 1990 году Вецлайценский сельсовет был реорганизован в волость. В 2009 году, по окончании латвийской административно-территориальной реформы, Вецлайценская волость вошла в состав Алуксненского края.